# Устјужна
Устјужна (рус. Устюжна) град је у Русији у Вологдској области.

## Становништво
| 1939. | 1959. | 1970. | 1979. | 1989.  | 2002.  | 2010. |
| ----- | ----- | ----- | ----- | ------ | ------ | ----- |
| 7.200 | 8.779 | 8.851 | 9.170 | 10.035 | 10.507 | 9.501 |